# Juvenília
Juvenília – miasto i gmina w Brazylii, w stanie Minas Gerais.